# Arnish Point
Arnish Point är en udde i Storbritannien.   Den ligger i kommunen Yttre Hebriderna och riksdelen Skottland, i den nordvästra delen av landet, 800 km nordväst om huvudstaden London. Arnish Point ligger på ön Lewis with Harris.
Terrängen inåt land är platt. Havet är nära Arnish Point åt sydost.